# Гаркуша, Сергей Валентинович
Сергей Валентинович Гаркуша (род. 2 августа 1959 года) — российский учёный-растениевод, специалист в области рисоводства, член-корреспондент РАН (2022).

## Биография
Родился 2 августа 1959 года в станице Новоплатнировской Краснодарского края.
В 1982 году — окончил Кубанский сельскохозяйственный институт по специальности ученый-агроном, вернулся в колхоз имени Ильича и проработал там более 17 лет: агроном отделения, управляющий отделением № 1, агроном-семеновод, начальник мехотряда, главный агроном (более 9 лет).
С 1999 по 2002 годы — заместитель начальника, затем начальник управления по сельскому хозяйству в администрации Ленинградского района Краснодарского края, позже назначен первым заместителем главы района.
С 2002 по 2004 год — возглавлял Управление растениеводства, назначен первым заместителем генерального директора Департамента по сельскому хозяйству и продовольствию, позже заместителем начальника Департамента по сельскому хозяйству и перерабатывающей промышленности Краснодарского края.
С июня 2004 по май 2009 года — глава Ленинградского района Краснодарского края, с 2009 по 2012 годы — руководитель краевого департамента сельского хозяйства и перерабатывающей промышленности.
В 2006 году — защитил докторскую диссертацию, тема: «Агроэкологические аспекты повышения продуктивности сахарной свеклы и колосовых культур на черноземах Западного Предкавказья».
В 2012 году — вновь был избран главой Ленинградского района Краснодарского края.
С марта 2013 по апрель 2015 года — заместитель губернатора Краснодарского края, министр сельского хозяйства и перерабатывающей промышленности Краснодарского края.
В мае 2015 года — назначен исполняющим обязанности директора Всероссийского научно-исследовательского института риса.
Является профессором кафедры растениеводства Кубанского государственного аграрного университета.
В 2022 году — избран членом-корреспондентом РАН от Отделения сельскохозяйственных наук.